# Брама (порода кур)
Бра́ма, также браминка, брамины (мн.ч.) (Light Brahma) — порода кур декоративно-мясного направления продуктивности. Отличается пышным оперением туловища и ног. Брама была важной мясной породой в Соединенных Штатах с 1850-х до примерно 1930-х годов.

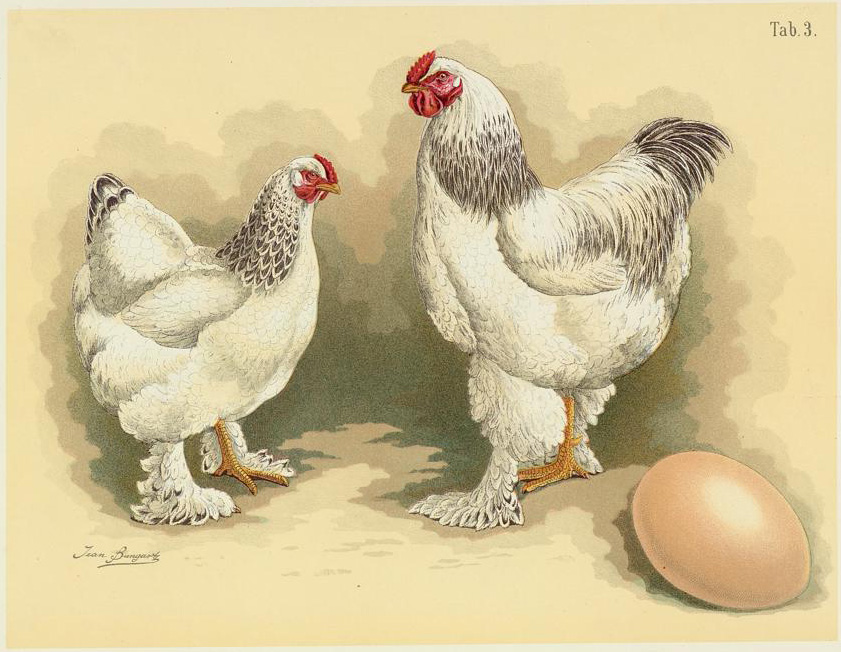
Петух и курица брама

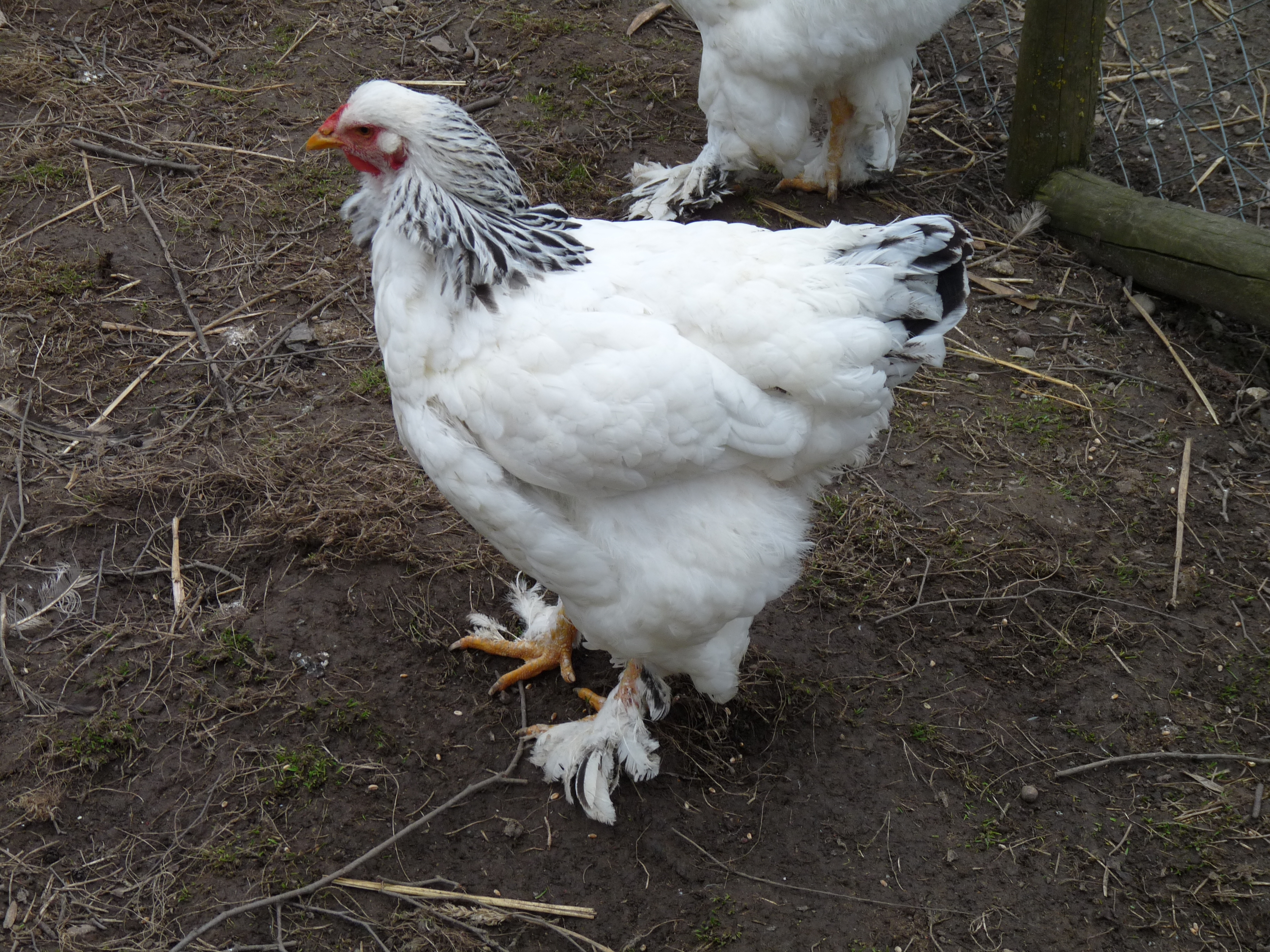
Брама светлая (курица)

## История
Родиной породы Брама считается Индия (отсюда название — сокращение от Брахмапутра). В 1846 году представители породы были привезены в Северную Америку, где её разведением и селекцией занимались известные птицеводы: Корниш, Хатч, Беннет, Чемберлен. Основой для разведения породы явились кохинхинская и малайская породы. В 1874 году был зарегистрирован стандарт породы. В Россию завезены в XIX веке.

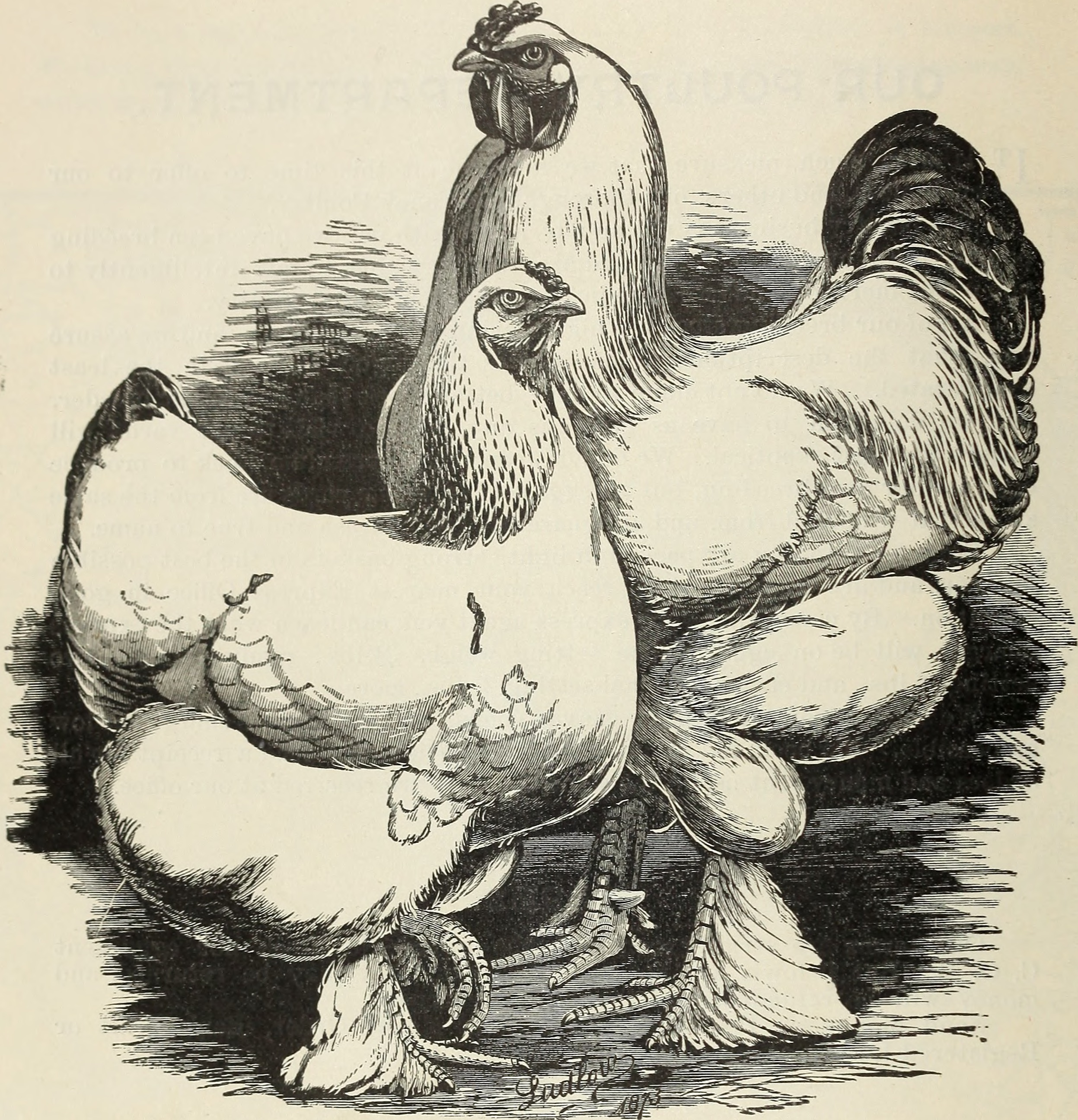
Annual catalogue of the Freeport Nurseries and Poultry Yards (1893)

В середине XIX века порода стала популярной в Англии, позднее — в других странах Европы. В Европе при селекции упор делался на декоративные свойства породы, поэтому европейский тип Брама отличается от американского меньшим размером, более пышным и рыхлым оперением, американский же выделяется более высокой продуктивностью.
Основные внутрипородные подтипы:
- мясной американский — наиболее крупный, отличается высокими продуктивными качествами, плотным, но менее пышным пухом;
- декоративный европейский — внешне схож с породой кохинхин, отличается красивым оперением и относительно небольшими размерами;
- декоративно-мясной азиатский — приближен к первоначальной разновидности из Азии;
- карликовый — уменьшенная копия большой птицы, выведен в Англии и Германии[1].

Наряду с классическим колумбийским окрасом (белая с чёрным) к настоящему времени в породе Брама выведены новые расцветки: тёмная, колумбийская жёлтая, куропатчатая, голубая белая, черная, изабеловая, лавандовая, мраморная и т.д.

## Экстерьер
Петух представляет собой крупную птицу с несколько округлым массивным корпусом (за счёт рыхлого пышного оперения и широкой спины) и высокими ногами. Из четырёх пальцев в оперении средний и наружный. Голова небольшая, лобная кость широкая, с выдающимися вперёд надбровными дугами. Гребень маленький, низкий, тройной, стручковидный. Клюв короткий, крепкий, загнутый, жёлтый. Серёжки маленькие, округлые. Ушные мочки красные, длинные, ушное отверстие покрыто нежными белыми пёрышками. Шея сильная, средней длины, прямо поставленная, красиво выгнутая; пышное оперение — грива как у петухов, так и у куриц. Грудь полная, широкая и округлённая. Спина и плечи широкие, от шеи к хвосту имеется лировидный изгиб. Поясница сильно оперённая, с постепенным подъёмом к хвосту. Хвост маленький, веерообразный.

## Характеристики
Живая масса петухов составляет 4,5 кг, несушек — 3,5 кг. Яйценоскость кур невысокая — 120 яиц, масса которых около 60 граммов.
Довольно часто вес петухов достигает 5,5 кг, а кур — 4,5 кг. Был также зарегистрирован вес 8 кг (масса петуха) и 6 кг (наиболее крупная курица).